# هاروكا كوداما
هاروكا كوداما (باليابانية: 兒玉遥؛ بالكانا: こだま はるか) هي مغنية يابانية، ولدت في 19 سبتمبر 1996 في فوكوكا في اليابان.

## وصلات خارجية
- هاروكا كوداما على موقع IMDb (الإنجليزية)
- هاروكا كوداما على موقع ميوزك برينز (الإنجليزية)
- هاروكا كوداما على موقع ديسكوغز (الإنجليزية)